# Mélanie Courtinat
Mélanie Courtinat est une artiste numérique et designer interactive française née en 1993 à Paris.

## Biographie
Mélanie Courtinat naît en 1993 à Paris en France. Après une classe préparatoire artistique, elle suit de 2014 à 2017 une formation à l’École cantonale d’art de Lausanne (ECAL),.
En août 2018, elle présente au VR festival de Arles I Never Promise You A Garden, une œuvre à expérimenter à l'aide d'un casque de réalité virtuelle, dans laquelle on peut faire fleurir ou mourir les plantes d’un geste de la main.
En juin 2021, elle participe à Palais augmenté, le premier festival consacré à la création en réalité augmentée au Grand Palais éphémère à Paris. Elle y présente Des empreintes sur la grève, une installation interactive multi-utilisateur où elle interroge les empreintes digitales que nous laissons derrière nous,.
En avril 2023, elle monte l’exposition It’s Dangerous to Go Alone, à Gennevilliers, avec l’artiste peintre Charles Hascoët. Le nom vient du premier jeu Legend of Zelda sorti en 1986. Dans son enfance, Mélanie Courtinat a été fascinée par la liberté offerte par The Legend of Zelda : The Wind Waker, sorti en 2002.

## Expositions majeures
- 2023 - It’s Dangerous to Go Alone, à Gennevilliers, en duo avec l’artiste peintre Charles Hascoët.
- 2021 - Des empreintes sur la grève, à Palais augmenté à Paris

## Filmographie
- 2022 - All Unsaved Progress Will Be Lost, direction artistique et production[6],[7],[8]

## Jeux vidéos
- 2024 - The Siren, direction artistique, production et développement
- 2023 - Cooking for William, direction artistique, CGI, production
- 2021 - Ten Lands, avec Yatoni Roy Cantu

## Photographie
- 2022 - A side quest is not enough, direction artistique et production